# Édika

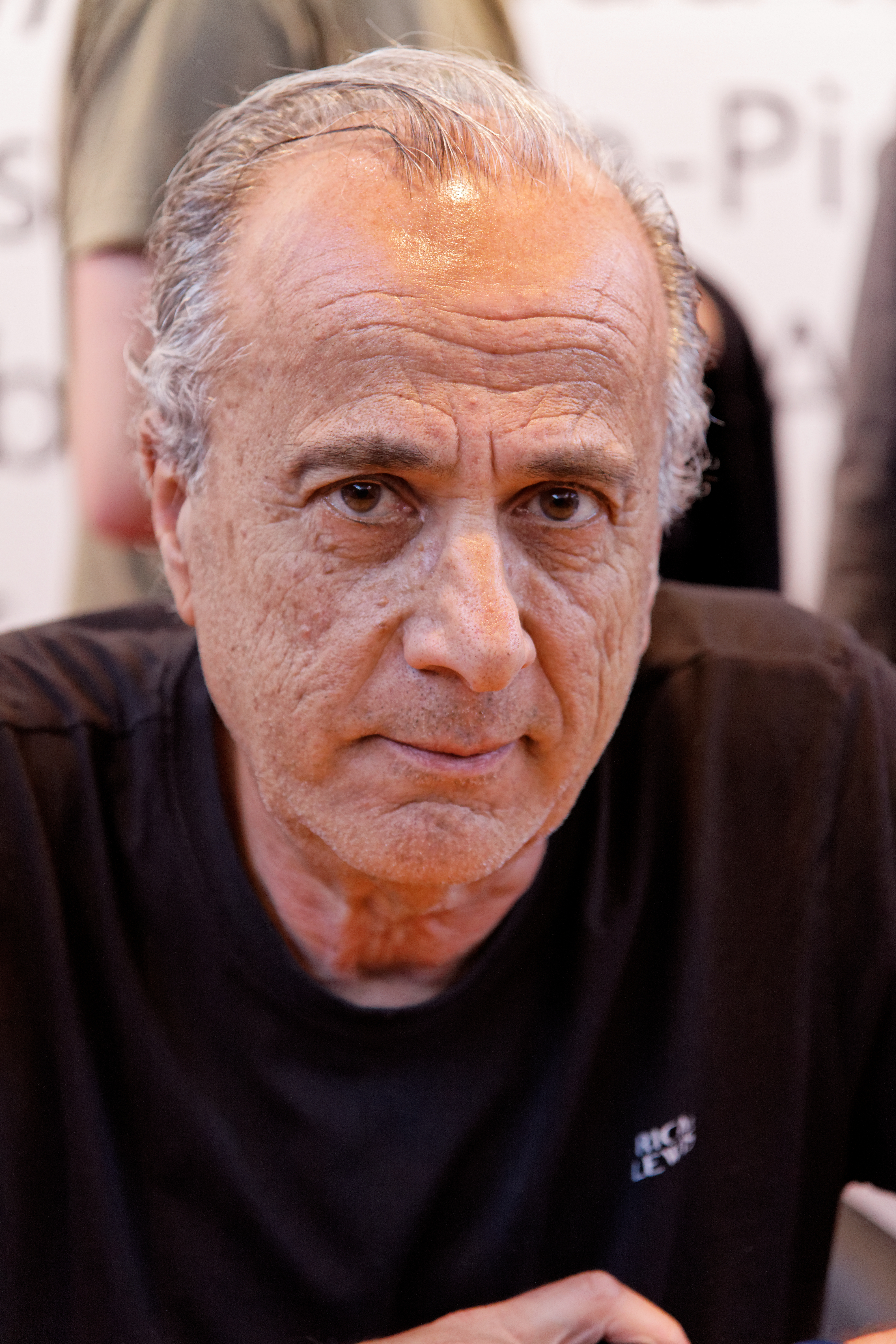
Foto del 2012.

Édouard Karali, alias Édika, es un historietista humorístico francés de origen egipcio, nacido el 17 de diciembre de 1940 en la localidad egipcia de Heliópolis.

## Biografía
Empezó trabajando como dibujante publicitario en Egipto, trasladándose a Francia cuando algunas revistas de historietas galas publicaron dibujos suyos: se trataba de Pilote, Charlie Mensuel y Psikopat (esta última dirigida por su hermano Paul, más conocido como Carali, también dibujante).
En la actualidad se le conoce sobre todo por su colaboración regular en la revista Fluide Glacial. En España se han publicado historietas suyas en la revista https://es.wikipedia.org/wiki/Humor_a_Tope Humor a Tope.

## Estilo
Las historietas de Édika explotan el humor absurdo, con una buena dosis de escatología y sexo. 
Es también característico en ellas la ausencia de final: da la impresión de que el autor va improvisando su desarrollo de modo que al llegar a la última página prevista no sabe cómo terminarlas, además de que apenas queda espacio para ello. Las últimas viñetas suelen ser, por tanto, pequeñas y apretadas unas con otras de modo que quepa algo parecido a un final, aunque tan absurdo como el resto de la historieta. Su dibujo es muy expresivo, especialmente sus personajes que son capaces de adoptar posiciones imposibles.

## Además
Édika aparece con frecuencia en sus historietas. Generalmente bajo la forma de un personaje muy recurrente, Bronsky Proko, acompañado de su familia: su mujer Olga, su hijo Paganini, su hija Georges y su gato Clark Gaybeul, (haciendo referencia a Clark Gable). Muchas historietas se desarrollan en la redacción de Fluide Glacial. También son recurrente las apariciones en la editorial de Fluide Glacial.